# Oppala
Oppala är en småort i Hille socken i Gävle kommun, Gävleborgs län, belägen strax väster om Björke. Före 2015 var den nordöstra delen definierad av SCB som en separat småort, vilken 2015 uppgick i tätorten Björke.
Oppala omtalas första gången i skriftliga handlingar 1536 ('i Uppalom'). 1541 fanns här 7 mantal skatte, från 1546 8 mantal skatte.